# Macanan (Jogorogo)
Macanan is een bestuurslaag in het regentschap Ngawi van de provincie Oost-Java, Indonesië. Macanan telt 5669 inwoners (volkstelling 2010).